# Renato Vianna (dramaturgo)
Renato Vianna (Rio de Janeiro RJ 1894 - idem 1953) é um dramaturgo, autor, diretor e ator. Autor do único espetáculo que, no ano em que nasce o Modernismo no Brasil, procura criar uma estética nova, Renato Vianna tem em sua carreira uma série de iniciativas voltadas para a transformação da cena e do processo de produção teatral.
Inicia a carreira como dramaturgo, escrevendo para a atriz Itália Fausta. Une-se aos modernistas Heitor Villa-Lobos e Ronald de Carvalho, com os quais funda a Sociedade dos Companheiros da Quimera, com o objetivo de elevar o nível cultural e intelectual do teatro, em 1922. No mesmo ano, escreve e dirige A Última Encarnação do Fausto, interpretando Mefistófeles, e anuncia a estréia dizendo que se trata do primeiro teatro de encenação do Brasil. Pouco teatral e de reflexões verborrágicas, o espetáculo, embora traga um novo uso da luz, do som e da cenografia, é duramente criticado.
A última encarnação do Fausto foi publicada em formato de livro pela WMF Martins Fontes, em 2011.
Em 1924, Renato Vianna anuncia a fundação de Colméia, reunião de diretores com o objetivo de mudar o teatro por meio da disciplina e da orientação técnica do ator. O teatro deveria ser uma obra de conjunto, acima das vaidades individuais. A iniciativa não frutifica. Em 1932, funda o Teatro de Arte e monta, de sua autoria, O Homem Silencioso dos Olhos de Vidro. Em 1934, nova tentativa, desta vez com o Teatro Escola, cujo projeto é formar novos atores e constituir um repertório de 12 peças a serem apresentadas com ingressos reduzidos em todo o país. Desse enorme projeto, o diretor monta cinco textos, apenas dois inéditos e ambos de sua autoria, Sexo e Deus, usando atores profissionais - entre eles Itália Fausta e Jaime Costa - e causando indignação entre a classe teatral.
Na década de 1940, o autor viaja para Porto Alegre, onde funda a Escola Dramática do Rio Grande do Sul e o Teatro Anchieta, onde realiza montagens de alunos. Em 1946, cria o Teatro do Povo, iniciativa pioneira de fazer teatro com e para operários. Volta duas vezes ao Rio de Janeiro para apresentar espetáculos. Em 1948, é convidado a dirigir a Escola de Teatro Martins Pena, do município do Rio de Janeiro.
Sem se firmar no panorama do teatro brasileiro nem como autor nem como diretor, Renato Vianna traz, dos espetáculos que assiste no exterior, idéias que ele passa toda a sua vida procurando difundir e praticar por meio de projetos pedagógicos e de circulação de espetáculos. Ainda que não se materializem em suas montagens, essas idéias resumem os princípios do teatro moderno, que entram na ordem do dia a partir do trabalho de grupos amadores como o Teatro do Estudante do Brasil - TEB e Os Comediantes.
1. ↑  Vianna, Renato. (2011). A última encarnação do Fausto 1 ed. São Paulo: WMF Martins Fontes. ISBN 9788578274627. OCLC 828724661
2. ↑  Cultural, Instituto Itaú. «Renato Vianna». Enciclopédia Itaú Cultural. Consultado em 17 de agosto de 2019